# SHAKE IT (T-BOLANの曲)
『SHAKE IT』（シェイク・イット）は、T-BOLANの13枚目のシングル。

## 解説
それまでのT-BOLANにはなかった奇抜なジャケット・楽曲・PVが話題を呼んだ作品。テレビ朝日系『チャンネル99』エンディングテーマ。PVはボーカルの森友の初の完全プロデュースで、2番のサビ直前の歌詞に、シングル「刹那さを消せやしない」がそのまま入っており、PVでもシングルジャケットがフラッシュのようにわずかに登場している。この楽曲に「似ている」としてよく指摘されるのがプライマル・スクリームの「Rocks」である。

## 収録曲
1. SHAKE IT
作詞：森下桂人 作曲：森友嵐士 編曲：T-BOLAN・明石昌夫
2. HOW DO YOU FEEL?
作詞･作曲：森友嵐士 編曲：T-BOLAN・葉山たけし

## 楽曲の収録アルバム
- SINGLES (#1)
- LEGENDS (#1)
- ADDITIONAL DISC (#1,#2)
- T-BOLAN 〜夏の終わりに BEST〜 LOVE SONGS+1 & LIFE SONGS (#2)
- T-BOLAN COMPLETE SINGLES 〜SATISFY〜 (#1)